# Zygaenosia flavibasis
Zygaenosia flavibasis là một loài bướm đêm thuộc phân họ Arctiinae, họ Erebidae.